# Conisternum decipiens
Conisternum decipiens is een vliegensoort uit de familie van de drekvliegen (Scathophagidae). De wetenschappelijke naam van de soort is voor het eerst geldig gepubliceerd in 1832 door Haliday in Curtis.